# 1578 w polityce

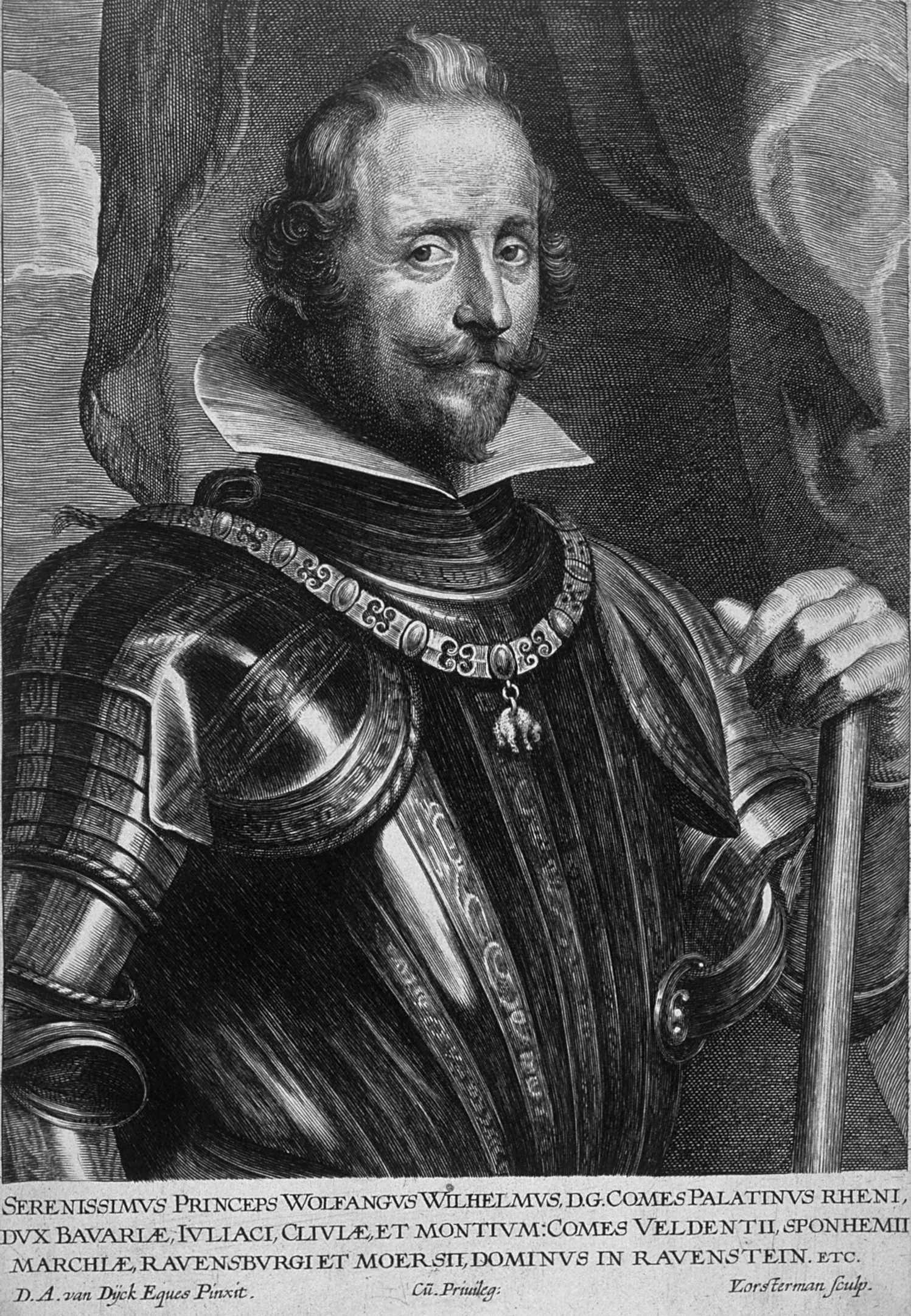
Wolfgang Wilhelm Wittelsbach

Wydarzenia polityczne w 1578 roku.

## Wydarzenia
- 4 sierpnia Sebastian I Aviz, król Portugalii zginął w bitwie pod Alcácer-Quibir w Maroku[1]. Ponieważ ciała monarchy nie odnaleziono, zrodziła się legenda, że przeżył klęskę i ukrywa się, żeby powrócić w chwale.

## Urodzili się
- 14 kwietnia Filip III Habsburg, król hiszpanii i Portugalii[2].
- 4 listopada Wolfgang Wilhelm Wittelsbach, książę Palatynatu-Neuburg[3].